# He's Just Not That Into You
He's Just Not That Into You é um livro de autoajuda escrito por Greg Behrendt e Liz Tuccillo, publicado em 2004 e adaptado posteriormente para o cinema com o mesmo título em 2009. Foi best-seller do The New York Times e teve destaque no programa de televisão The Oprah Winfrey Show.